# Rampoux
 Rampoux  es una comuna y población de Francia, en la región de Mediodía-Pirineos, departamento de Lot, en el distrito de Gourdon y cantón de Salviac.
Su población en el censo de 1999 era de 88 habitantes.
Está integrada en la Communauté de communes du Pays de Salviac .

## Demografía
| 121 | 112 | 91 | 80 | 81 | 88 |
| Para los censos de 1962 a 1999 la población legal corresponde a la población sin duplicidades (Fuente: INSEE [Consultar]) |     |    |    |    |    |